# János Vaszary
János Vaszary (ur. 30 listopada 1867, zm. 19 kwietnia 1939) – węgierski malarz.
János Vaszary urodził się w 1867 roku w węgierskim mieście Kaposvár. W wieku 18 lat rozpoczął studia w szkole malarstwa dekoratywnego w Budapeszcie. W 1887 wyjechał do Monachium, a następnie do Paryża gdzie rozpoczął studia w Académie Julian. Na późniejsze prace Jánosa Vaszariego duży wpływ wywarła twórczość takich artystów jak Pierre Puvis de Chavannes oraz Jules Bastien-Lepage. Podczas I wojny światowej malował obrazy o tematyce militarystycznej, a także przedstawiające codzienne życie żołnierzy walczących na froncie. W jego dziełach wyraźnie widać francuski styl malarstwa, a także różnorodność tematyczną nawiązującą do fowizmu takich malarzy jak Raoul Dufy czy Henri Matisse. Vaszary specjalizował się także w tworzeniu obrazów przedstawiających pejzaże miejskie. Po powrocie na Węgry zamieszkał w Budapeszcie rozpoczynając karierę nauczyciela sztuki oraz stając się jednym z węgierskich zwolenników sztuki awangardowej.
János Vaszary zmarł w 1939 roku w Budapeszcie w wieku 71 lat.